# Лосиноостровский район
Лосиноостро́вский райо́н — район в Москве, расположенный в Северо-Восточном административном округе. Району соответствует внутригородское муниципальное образование муниципальный округ Лосиноостровский.
Название района происходит от станции Лосиноостровская (а той, в свою очередь, восходит к Лосиному Острову, не граничащему с нынешним Лосиноостровским районом и находящемуся восточнее его).
Население — 83 136 чел. (2024).

## Территория и границы
Район находится в пределах Северо-Восточного административного округа Москвы.
Граница Лосиноостровского района проходит по улицам Менжинского, Лётчика Бабушкина, Осташковской, МКАД, а также по путям Ярославского направления МЖД.
На востоке и юго-востоке граничит с Ярославским районом, на юго-западе — с Бабушкинским районом, на северо-западе — с районом Северное Медведково.
Общая площадь района — 554 га (при этом застроенных земель — 370,3 га).
В пределах района — две реки: Ичка и Яуза.

## Герб
Утверждён распоряжением префекта СВАО (№ 2053 от 15 августа 2001 года).
Описание

«Зелёный щит московской формы скошен справа: верхнее поле голубое, нижнее зелёное. В щите — золотая фигура лося, сопровождаемая справа тремя силуэтами серебряных деревьев. На золотой ленте зелёными буквами название — „Лосиноостровский“».

Согласно официальному описанию, золотой лось указывает на близость района к Лосиному Острову и на расположение в его пределах железнодорожных станций Ярославского направления МЖД — «Лось» и «Лосиноостровская»; силуэты деревьев — на то, что район относится к самым зелёным в Москве.

## Население
| 2002    | 2010    | 2012    | 2013    | 2014    | 2015    | 2016    |
| ------- | ------- | ------- | ------- | ------- | ------- | ------- |
| 72 640  | ↗80 919 | ↗81 527 | ↗81 739 | ↗82 294 | ↗82 318 | ↗82 941 |
| 2017    | 2018    | 2019    | 2020    | 2021    | 2023    | 2024    |
| ↘82 821 | ↗82 869 | ↗82 899 | ↗83 046 | ↘82 733 | ↘82 683 | ↗83 136 |

### Национальный состав
По национальному составу большинство населения — русское (так, в 1993—2003 годах русские составляли свыше 88 % населения, что выше, чем в среднем по городу). В районе — один из самых высоких в округе показателей рождаемости (превышающий среднегородской); однако здесь, по данным 1999 года, и выше смертность, чем в среднем по округу, что можно объяснить давним заселением района и «старением» населения.
По итогам переписи населения 2020 года проживали следующие национальности (национальности менее 0,1 % и другое, см. в сноске к строке «Другие»):
| Национальность | Численность, чел. | Доля     |
| -------------- | ----------------- | -------- |
| Русские        | 67 036            | 81,03 %  |
| Татары         | 510               | 0,62 %   |
| Украинцы       | 461               | 0,56 %   |
| Армяне         | 340               | 0,41 %   |
| Азербайджанцы  | 211               | 0,26 %   |
| Узбеки         | 153               | 0,18 %   |
| Грузины        | 151               | 0,18 %   |
| Белорусы       | 133               | 0,16 %   |
| Таджики        | 119               | 0,14 %   |
| Киргизы        | 95                | 0,11 %   |
| Евреи          | 95                | 0,11 %   |
| Другие         | 13 429            | 16,24 %  |
| Итого          | 82 733            | 100,00 % |

1. ↑  Абхазы (26), Аварцы (21), Американцы (2), Арабы (16), Ассирийцы (7), Афганцы (1), Балкарцы (1), Башкиры (32), Болгары (3), Британцы (2), Буряты (3), Венгры (3), Вепсы (2), Гагаузы (2), Греки (9), Даргинцы (30), Езиды (2), Индийцы (2), Итальянцы (5), Кабардинцы (7), Казахи (72), Калмыки (18), Карачаевцы (13), Карелы (2), Китайцы (1), Коми (3), Коми-пермяки (1), Корейцы (22), Кубинцы (3), Кумыки (9), Курды (1), Лакцы (7), Латыши (10), Лезгины (30), Литовцы (6), Манси (1), Марийцы (9), Молдаване (46), Монголы (2), Мордва (44), Немцы (30), Ногайцы (4), Осетины (29), Пакистанцы (3), Персы (1), Поляки (6), Румыны (2), Поморы (1), Саамы (1), Сербы (1), Табасараны (7), Талыши (7), Таты (1), Турки (7), Туркмены (8), Удмурты (7), Уйгуры (3), Финны (2), Финны-ингерманландцы (1), Французы (2), Хорваты (1), Цыгане (1), Черкесы (1), Чехи (4), Чеченцы (43), Чуваши (59), Эвены (1), Эстонцы (6), Юкагиры (1), Якуты (5), Указавшие другие ответы о национальной принадлежности (2762), Нет национальной принадлежности (666), Лица, в переписных листах которых национальная принадлежность не указана (9282)

## История

### 1898—1917. Возникновение и развитие посёлка Лосиноостровский

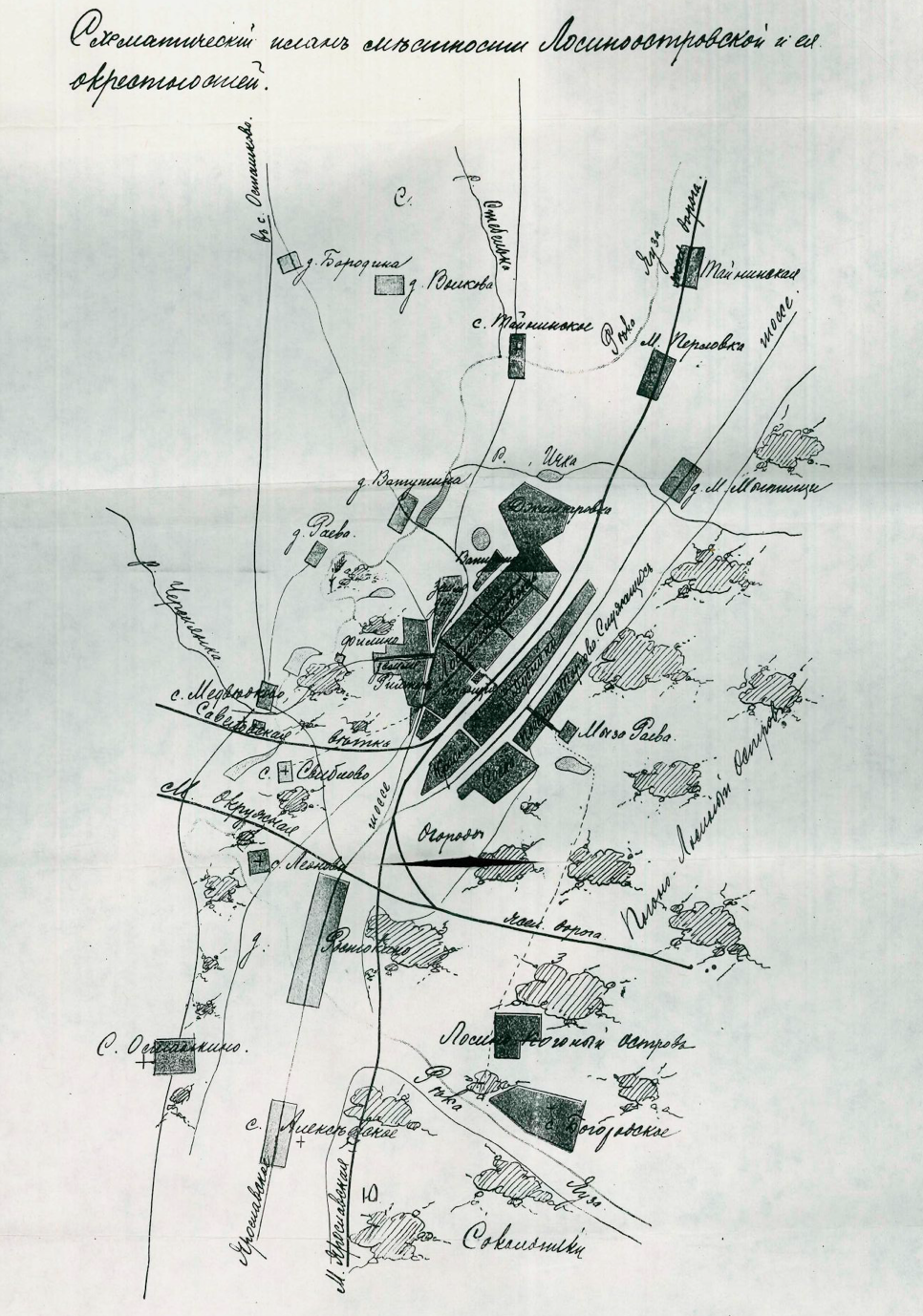
План Лосиноостровска в 1913 году

Первый посёлок на территории нынешнего Лосиноостровского района был основан в 1898 году, после открытия платформы 10-я верста Московско-Ярославской железной дороги (позднее, в 1902 году, преобразованной в сортировочную станцию Лосиноостровская), когда лесной массив между железной дорогой и рекой Яузы был отдан Удельным ведомством под дачные участки.
Первый посёлок получил название Лосиноостровск, ближе к пл. «Перловская» позднее был основан посёлок Джамгаровка (название происходит от имени известных в то время московских банкиров братьев Джамгаровых, имевших здесь дачи; Джамгаровы были и в числе основных застройщиков западной части Лосиноостровской). На западе Лосиноостровск граничил с имениями Рихтера. Несмотря на высокую цену земли (2400—3000 рублей за десятину), уже с конца 1890-х посёлки активно застраивались; развитию посёлков способствовали близость к Москве и удобная железнодорожная связь со столицей (со станции Лосиноостровская). Кроме того, Лосиноостровская привлекала многочисленных дачников сосновыми лесами; считалось, что местные природные условия благоприятны для лечения туберкулёза. Популярность направления объясняет и близость к столице, поездка по железной дороге до Москвы занимала 13—15 минут (в 1913 году поезда в летнее время отправлялись примерно каждые 40 минут). Значительную часть населения составляли работники железнодорожной станции.
Вскоре после начала застройки по инициативе братьев Джамгаровых был углублён пруд на реке Ичке; в 1905 году организовано Общество благоустройства. Первые улицы Лосиноостровской представляли собой прорубленные в лесу просеки, но уже в начале 1900-х началось активное благоустройство; было организовано освещение улиц керосиновыми фонарями; выстроены летний театр и теннисная площадка, создана добровольная пожарная дружина:5. Уже в 1905 году был образован и «общественный парк, длиною в одну версту, площадью 14 1/2 десятин»:5 — нынешний Бабушкинский парк.

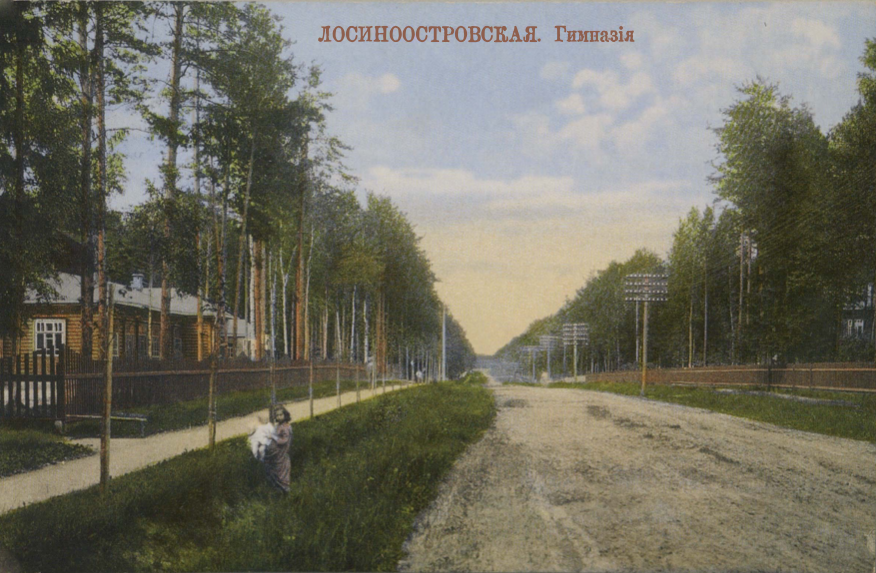
Лосиноостровск в 1910-х

Один из братьев Джамгаровых, Иван Исаакович, входил в Благотворительный тюремный комитет и в числе прочего заботился о детях заключённых, некоторые из которых летом выезжали в Лосиноостровскую, под опеку жены Джамгарова. Много заботилась о благоустройстве нового дачного посёлка также семья Гринёвых. На лето в Лосиноостровскую приезжали воспитанники нескольких детских учреждений — Городского сиротского приюта имени братьев Бахрушиных, приюта имени доктора Ф. П. Гааза, Елизаветинских Алексеевских яслей. Часть местности в этом районе получила название Джамгаровка. 14 марта 1911 года возникло «Общество благоустройства дачной местности „Джамгаровка“».

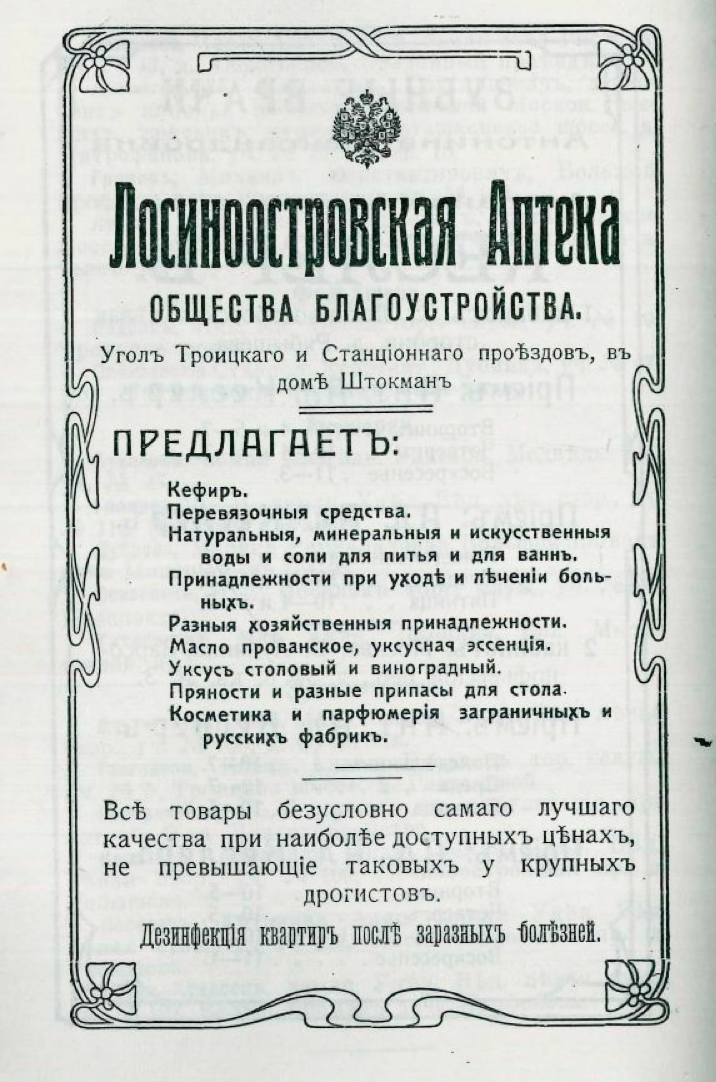
Реклама аптеки в Лосиноостровске, 1913

К 1913 году в посёлке имелись собственная телефонная подстанция (создана в 1906 году, к 1913 году обслуживала 60 номеров), водопровод, школа (открыта в сентябре 1909), крупная библиотека (организованная по инициативе приват-доцента Московского университета А. А. Борзова), кинематограф, летний театр, почтовое отделение, лечебница (начала действовать в 1911 году), несколько торговых лавок, приют для престарелых женщин медицинского звания (к востоку от железной дороги), пожарное депо (близ пересечения нынешних улиц Рудневой и Изумрудной, здание не сохранилось). Пивные лавки и трактиры со спиртными напитками открывались только на крестьянских землях поблизости, так как землях Удела и Рихтера не давали на это разрешение. В посёлке была построены каменная церковь Адриана и Наталии на Ярославском шоссе (архитектор С. М. Ильинский); в 1905—1908 годах при убежище женщин медицинского звания была построена небольшая деревянная церковь (архитектор К. К. Гиппиус); двупрестольную церковь Троицы Живоначальной в Лосиноостровской начали строить в марте 1916 года с Казанского придела и звонницы, сооружением которых строительство и завершилось. Осенью 1912 года был открыт пешеходный мост через железную дорогу, соединивший две части Лосиноостровска. С 1909 года издавалась ежемесячная газета «Лосиноостровский вестник». Общество благоустройства добилось закрытия свалки, расположившейся на граница посёлка на Ростокинских землях.
Население посёлка в 1910-х годах было уже преимущественно постоянным, в 1917 году насчитывалось около 1500 домовладений и 738 деревянных домов. В 1910-х годах близ Лосиноостровска появился ряд новых посёлков (посёлок Красная Сосна, посёлок торговых служащих на Ярославском шоссе). В 1911 году в посёлке уже было две гимназии, земская и начальная школы, шесть лавок колониальных товаров, две галантерейных лавки, две хлебопекарни, четыре чайных, пивная и трактир третьего разряда. Русский живописец Константин Коровин так описывает посёлок тех лет:
Лосиная всё больше начинает походить на европейский курортный городок, пожалуй, только более шумный и оживлённый, чем у немцев. То на же яркая гуляющая публика, те же непременные больные в окружении услаждающих и врачей, дети с гувернантками, скучающие барыньки. Как-то странно видеть всё это на пути в лавру. Меняются времена, ничего не поделаешь, меняются!

### Советское время
После 1917 года сменили название почти все улицы посёлка. Вдоль железной дороги протянулся проезд Троцкого, через дорогу — Ульяновский проезд, появились улица Коминтерна, проезды Карла Маркса, Чичерина, Луначарского, Коммунистов.
До 1921 года посёлок Лосиноостровск входил в состав Сокольнического района Москвы, 27 ноября 1921 года он был включён в состав Московского уезда Московской губернии.
В 1920-х годах продолжалось культурное развитие посёлка; на Осташковском шоссе был организован опытно-лабораторный музей по изучению района. В 1925 году Лосиноостровской был присвоен городской статус.
Первый горсовет разместился в помещении бывшей деревянной церкви св. Троицы на Советской улице (позднее переехал в пятиэтажный жилой дом, ныне № 20/2 по улице Коминтерна). Население нового города быстро росло; Лосиноостровск развивался уже как город-спутник Москвы. В 1929 году железная дорога, связывавшая город с Москвой, была электрифицирована. Уже в 1920-х годах в Лосиноостровском появилось электрическое освещение. С 1930-х годов в городе началось развитие промышленности; были введены в эксплуатацию мебельная фабрика, фабрика музыкальных инструментов, завод по производству железнодорожных систем сигнализации и др. Продолжали работать четыре школы, построенные ещё в начале XX века (в 1930 году была построена первая кирпичная школа, заменившая сгоревшую в 1922 году гимназию), действовала бывшая земская больница. На Советской улице разместился клуб железнодорожников. В середине 1930-х управлением Метростроя на углу Медведковской улицы был построен кирпичный пятиэтажный дом (ныне Ленская улица, № 2/21), где разместились магазин, поликлиника, почта и радиоузел. Улучшалось и медицинское обслуживание жителей города: в 1927 году на Медведковской улице была открыта поликлиника, в 1929 на той же улице заработал родильный дом, в 1937 году в северной части города, на территории бывшего дачного посёлка Джамгаровка, появилась вторая поликлиника.

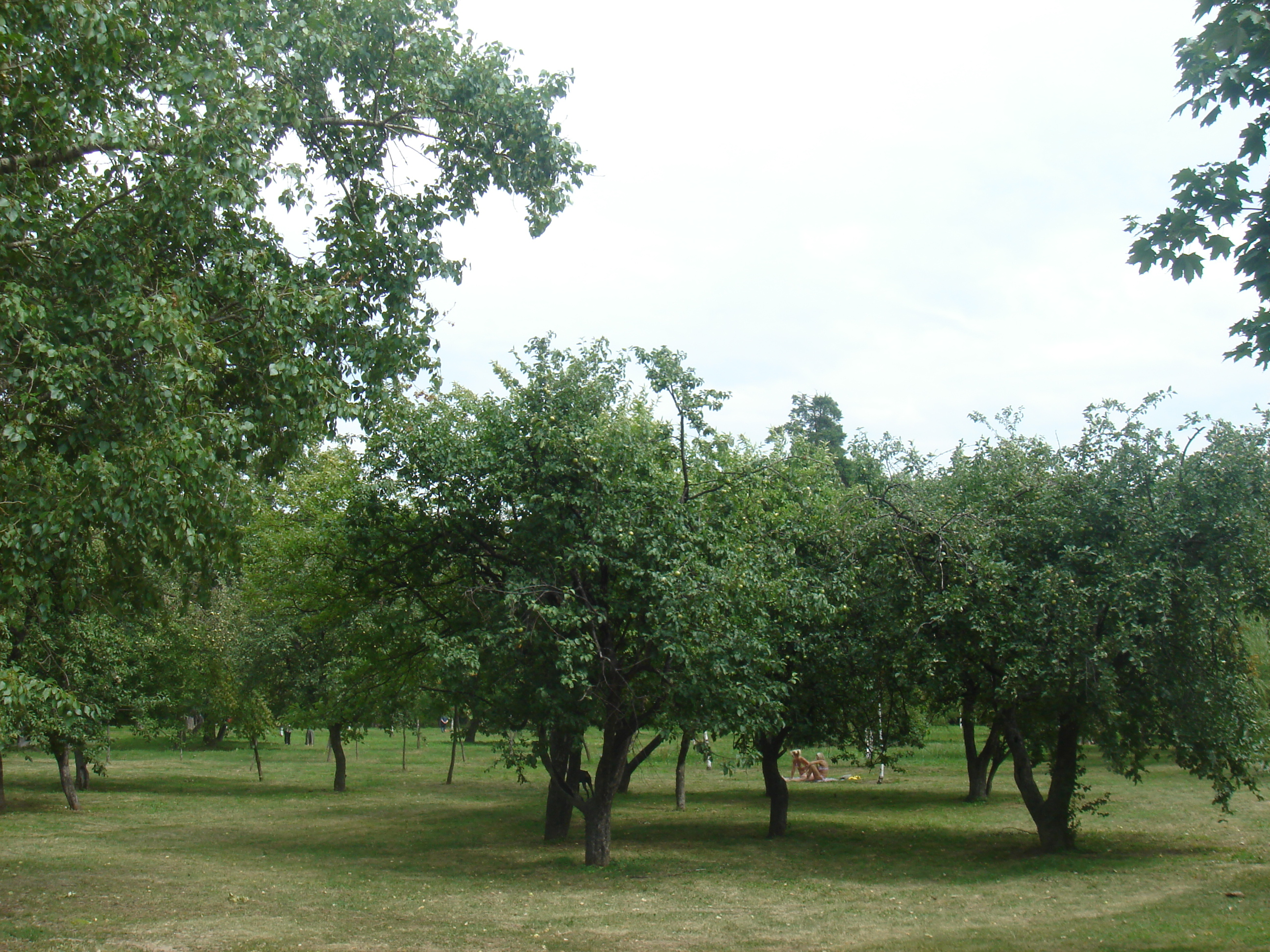
Яблоневый сад близ Стартовой улицы

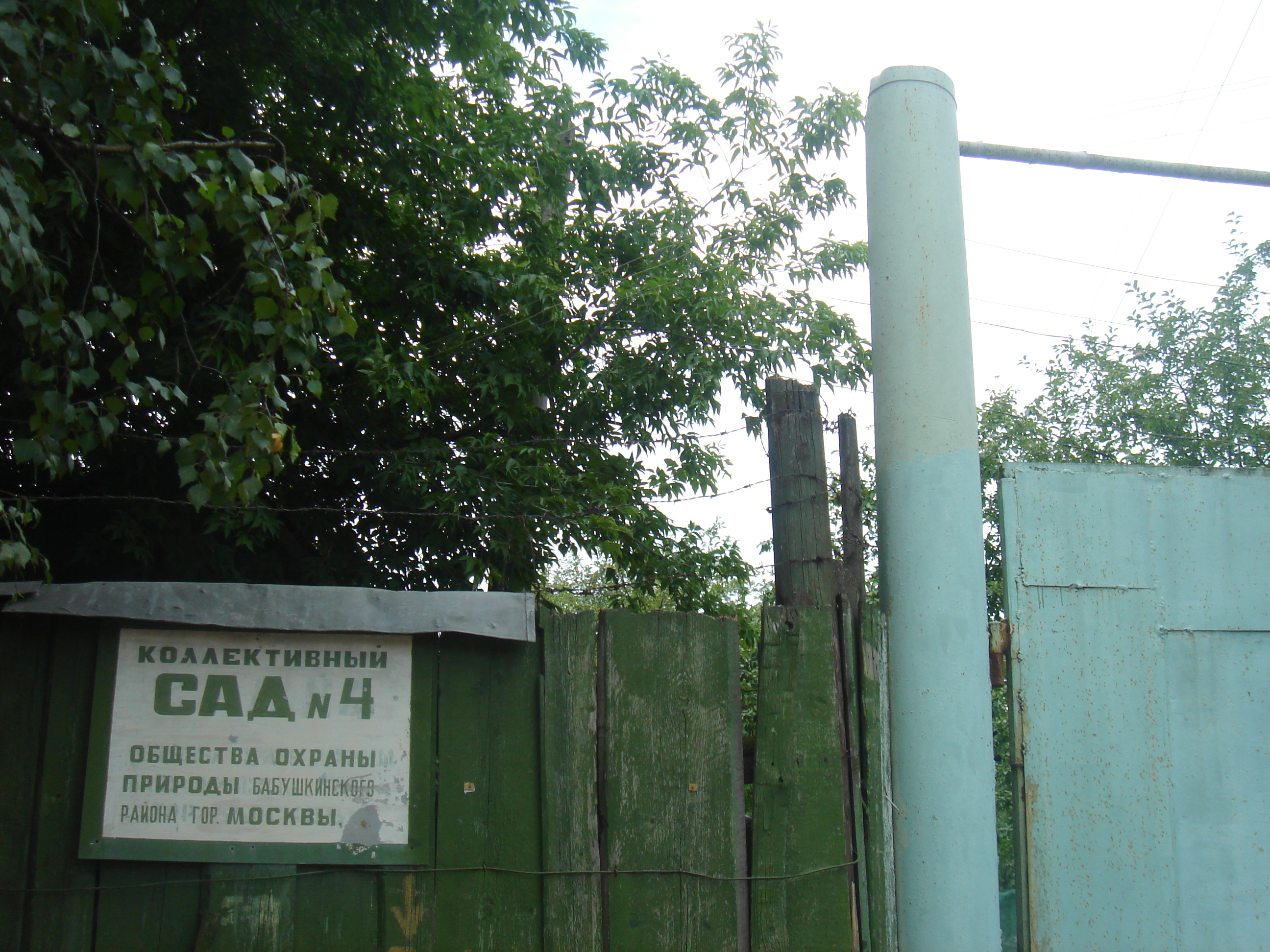

В 1939 году город был переименован в честь полярного лётчика М. С. Бабушкина, родившегося близ Лосиноостровской (ныне в Бабушкинском ПКиО имеется памятник лётчику; в его честь названа также одна из главных улиц района). Основной улицей города была Советская. Главным местом отдыха горожан являлся Бабушкинский парк культуры и отдыха, где располагался деревянный кинотеатр «Бабушкинский» (ныне на его месте стоит кинотеатр «Арктика»); в парке было несколько скульптурных композиций, из которых сохранился лишь памятник А. С. Пушкину. В 1960 году город Бабушкин вошёл в состав Москвы. В 1964 году на территории бывшего города Бабушкина был построен крупный больничный комплекс (больница № 20, улица Ленская, дом 15).
В 1950-е—1960-е значительная часть района была застроена типовыми кирпичными домами, преимущественно пятиэтажными. В 1970-х застроены кварталы к северу от улицы Малыгина, а также Напрудные улицы. На месте джамгаровского усадебного дома построен госпиталь ветеранов войн. О дачном прошлом района напоминают яблоневые сады в парке «Торфянка» и многочисленные вишнёвые деревья в городских дворах. Ещё относительно недавно в районе было больше зданий, помнивших дачную жизнь старой Лосинки; это сгоревшие дома у станции Лосиноостровская и на улице Коминтерна (последний — дача 1910-х годов — был построен в стиле модерн); двухэтажный деревянный дом 1910-х годов постройки (ул. Изумрудная, 18/14), снесённый летом 2008 года.

### Создание района
Лосиноостровский район был образован 5 июля 1995 года в соответствии с законом «О территориальном делении города Москвы».
В составе района Лосиноостровский находится не вся территория бывшего города Бабушкина. Часть территории отдана районам Свиблово, Бабушкинский, Ярославский.

## Улицы и кварталы района

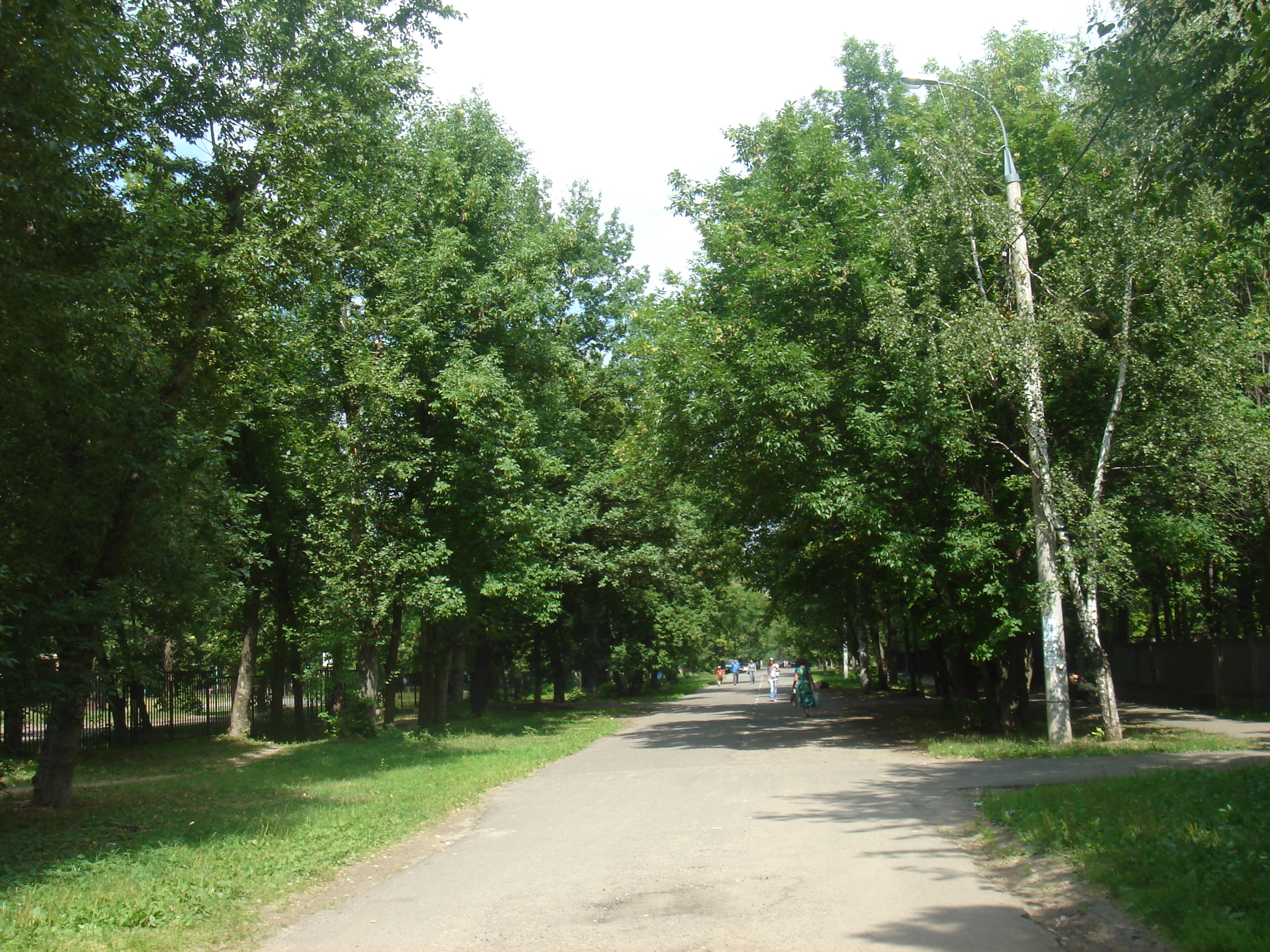
Норильская улица

Важнейшей магистралью района является улица Лётчика Бабушкина (названа в 1964 году в честь Михаила Бабушкина; образована бывшей Каляевской улицей и частью Осташковского шоссе). Другие крупные улицы — Изумрудная, Улица Малыгина, Стартовая, Коминтерна, Улица Тайнинская.
Так как Лосиноостровский район расположен на северо-востоке Москвы и примыкает к трассе Транссибирской железнодорожной магистрали, многие его улицы получили названия по городам и природным объектам Сибири и Дальнего Востока (Анадырский проезд, Магаданская, Минусинская, Норильская, Таймырская, Таёжная, Шушенская улицы), а также севера Европейской части России (Осташковская улица и Осташковский проезд). Отдельные улицы названы в честь известных исследователей Севера (улицы Малыгина, Челюскинская). Некоторые из улиц получили названия в честь государственных и партийных деятелей (улица Менжинского). Иные улицы, как Коминтерна, сохранили свои названия со времени, когда Бабушкин был самостоятельным городом. Наконец две улицы (Янтарный проезд — бывшая Парковая улица — и Изумрудная улица) получили «красивые» имена по предложению местных жителей в 1960-х годах; к янтарю и изумруду, вопреки расхожему мнению, названия этих улиц имеют лишь косвенное отношение. В 1990-х годах некоторые из улиц бывших дачных посёлков (Эстафетная и др.) были упразднены.
Кварталы, прилегающие к улице Менжинского и к улице Коминтерна, застраивались главным образом в 1960-х годах. Окрестности улицы Малыгина и платформы Лось застроены позднее, в 1970-х годах. К западу от Челюскинской улицы — зелёный массив, большей частью занимаемый санаторием «Светлана» и домом отдыха администрации президента, где сохранилось несколько частных одно- и двухэтажных зданий. На Осташковской улице сохранился квартал домов 1930-х годов постройки.
В простонародье Лосиноостровский район зовётся Лосинка, это название в простой форме зародилось ещё в 1920-х годах. Такое название в районе носит ряд торговых центров и автошкола.

## Экономика
В пределах района — железнодорожная платформа Лось и станция Лосиноостровская. Промышленных предприятий мало:
- фабрика офсетной печати (Осташковская ул., 4).
- АО завод ИРЕА (Осташковская ул., 14) — изготовление химических реактивов для электронной промышленности, косметические товары.
- ЭХПО «Вель» (Осташковская ул., 16) — производство бетона, художественное литьё из цветных металлов.
- ООО «Лабранд» (Таймырская ул., 2) — производство спортивной одежды и спортивного инвентаря.
- ремонтный завод № 96 МО РФ (Тайнинская ул., 9) — ремонт автомобильной техники.

Действует также пожарное депо (Осташковская ул., 3). Имеется дом моделей специальной и рабочей одежды (Осташковская ул., 4), занимающийся изготовлением одежды, разработкой технической документации и лекал.
По состоянию на 1 января 2007 года в районе действовало 31 малое предприятие.
Сфера услуг представлена многочисленными магазинами (в том числе двумя крупными торговыми центрами, семью универсамами) и двумя рынками (крытый рынок «Северный», а также рынок близ станции Лосиноостровская).
Районный единый информационно-расчётный центр располагается по адресу ул. Изумрудная, 63/1.
К 2007 году в рамках реформирования жилищно-коммунального хозяйства района в Лосиноостровском было создано четыре товарищества собственников жилья (ТСЖ) и 60 домовых комитетов.
По словам бывшего главы управы Виктора Крамара, значительная часть жилого фонда — в особенности те дома, что были в ведении Министерства обороны, — находилась в плохом состоянии.
В январе 2018 года на месте стадиона «Красная стрела» на территории 5,8 га началось строительство многоэтажного жилого комплекса "Ты и Я" на 4000 человек.
По состоянию на октябрь 2020 года ЖК введен в эксплуатацию, на январь 2025 в нём открылось около 20 магазинов.

## Социальная сфера

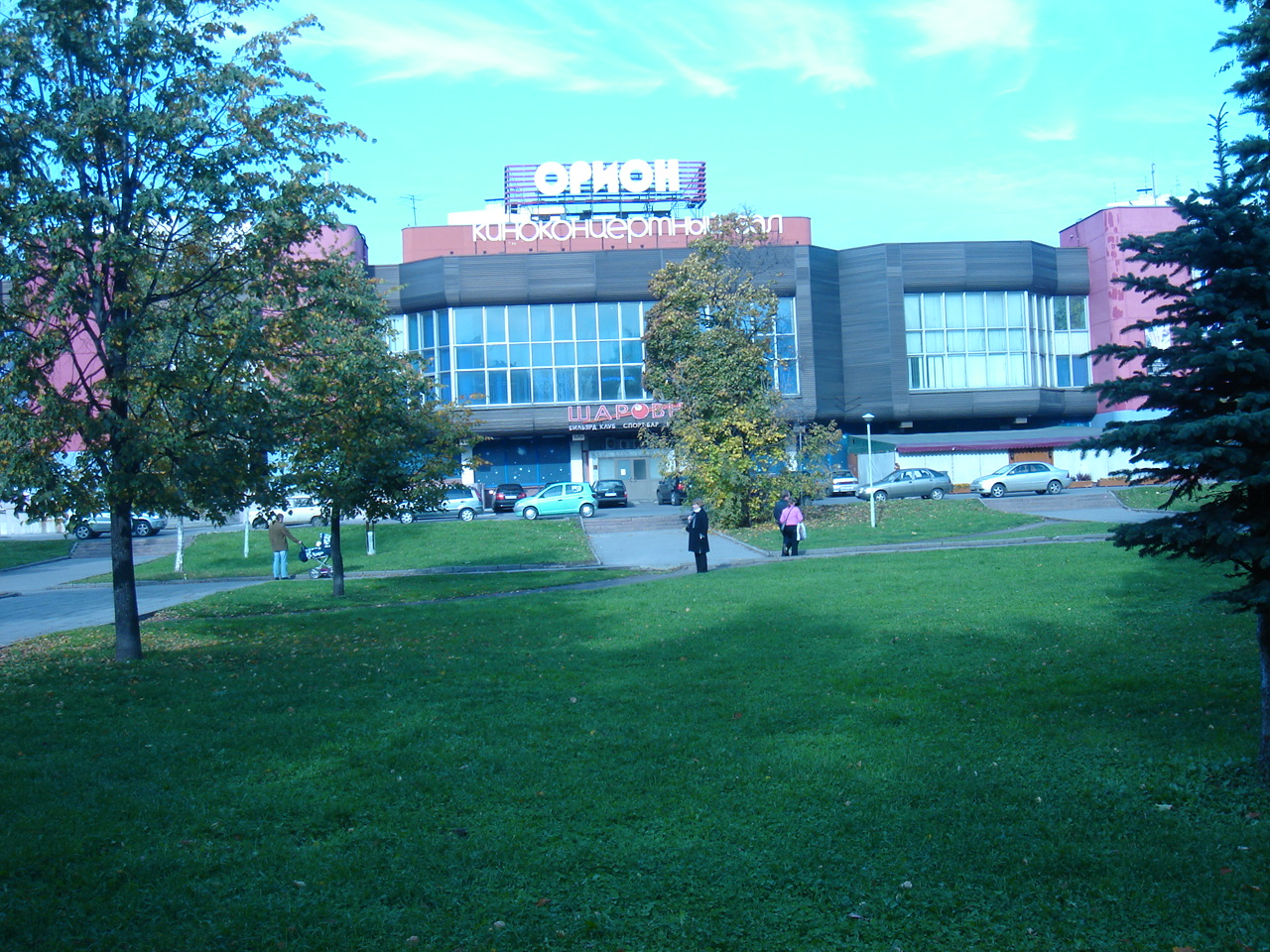
Киноконцертный зал «Орион»

В 2005 году начала выходить газета «Наша Лосинка», в 2014 г. издание перенесено в Интернет.

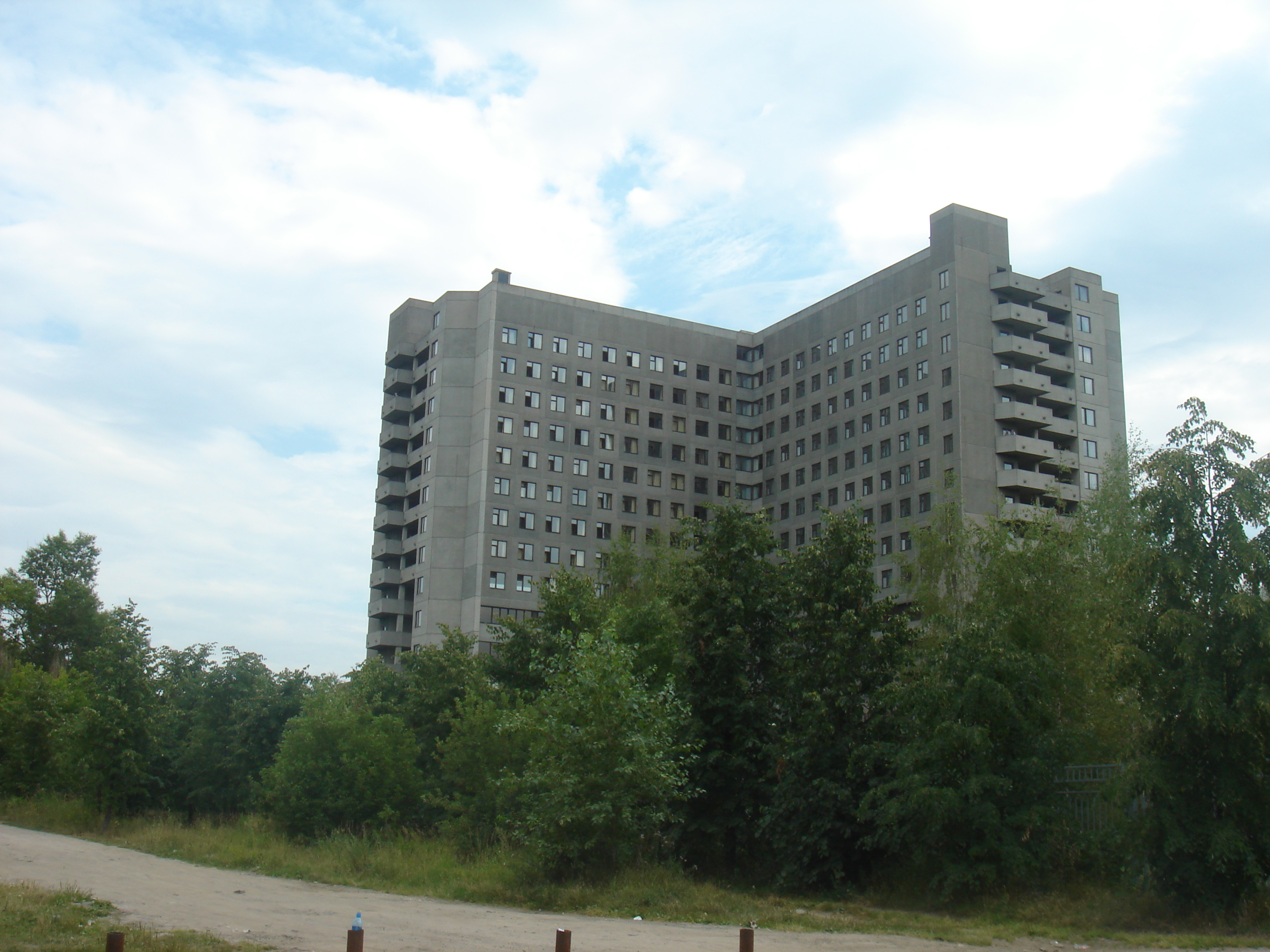
Госпиталь ветеранов войн

Имеются крупные лечебные учреждения (два санатория, один из которых — детский, другой — санаторий «Светлана»; госпиталь для ветеранов войн, располагающий стационаром и консультативно-диагностическим центром; роддом № 5); окружной врачебно-физкультурный диспансер. Три поликлиники (городские детская и взрослая, железнодорожная), детская стоматологическая поликлиника.
Расположенные в районе кинотеатры, «Арктика» (ул. Менжинского, 6) и «Орион» (ул. Лётчика Бабушкина, 2), находятся на реконструкции, однако вновь открыт и действует кинотеатр «Вымпел» (ул. Коминтерна, 8).
Адрес управы: улица Лётчика Бабушкина, 1. Глава управы с 2019 года по май 2024 года — Роберто Александрович Леонов. С мая 2024 года — Михаил Михайлович Гайдалов.

### Образование
Район хорошо обеспечен образовательными учреждениями. Имеется 10 средних школ:
- средняя школа № 298 (ул. Изумрудная, 13) — основана в 1985 году; в школе — экспериментальная площадка «Информатика в начальной школе», музей «Герои Великой Отечественной войны — жители Лосиноостровского района», спортивно-танцевальный клуб «Марина»

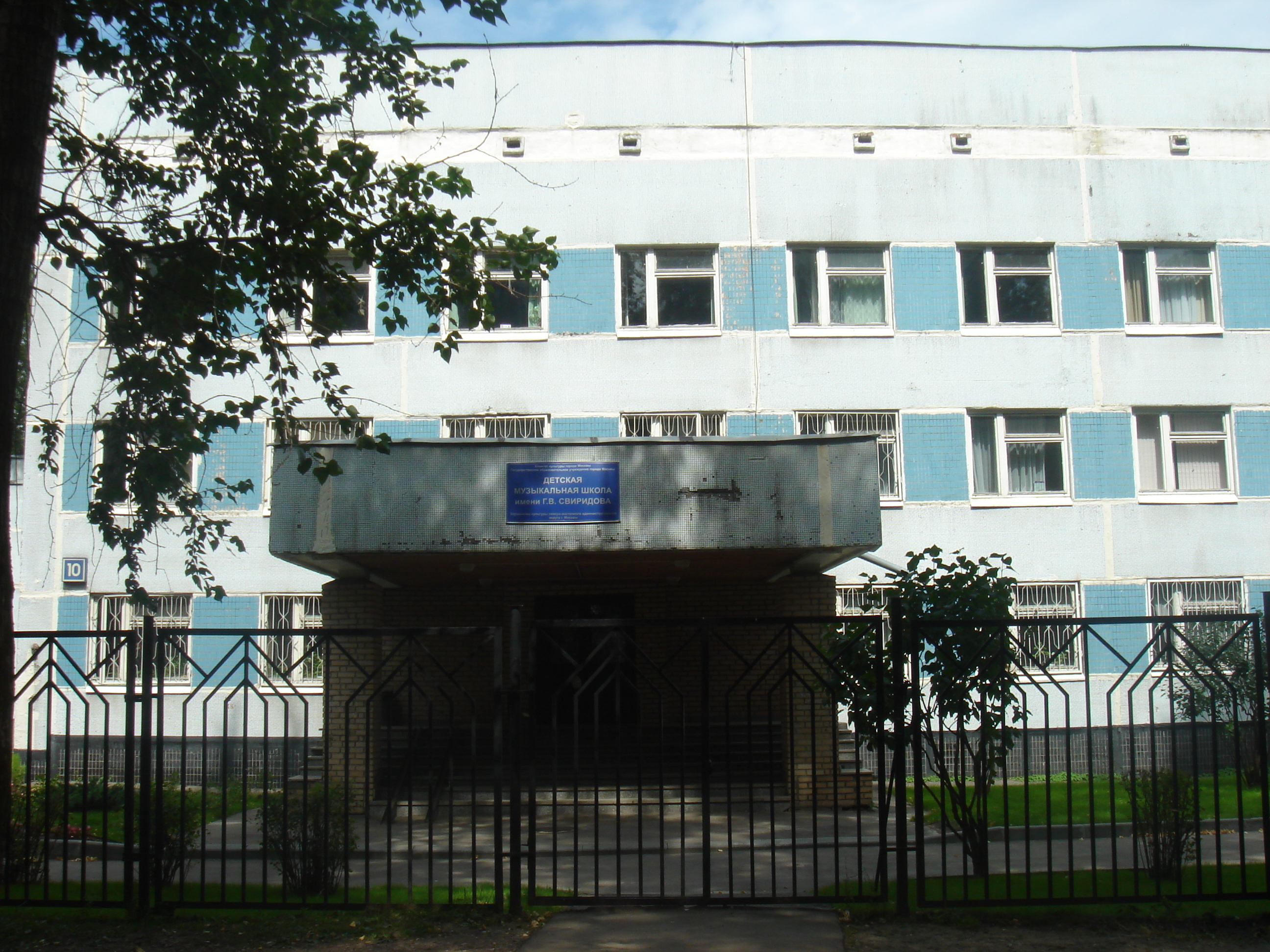
Детская музыкальная школа им. Свиридова

- средняя школа № 529 (ул. 2-я Напрудная, 17а) — открыта в 1970 году
- средняя школа № 751 (ул. Таймырская, 5) — располагает двумя музеями (народный музей русского быта «Россиянка» и музей истории школы «Память»); школа оказывает платные образовательные услуги.
- средняя школа № 762 (ул. Норильская, 4) — основана в 1937 году, в 1989 году переведена в новое здание.
- средняя школа № 763 (Стартовая ул., 27 к.3) — является окружной экспериментальной площадкой по непрерывному экономическому образованию с 5 по 11 класс; осуществляет экстернативную форму обучения.
- средняя школа № 1188 (ул. Напрудная, 13) — открыта в 1991 году как школа с углублённым изучением изобразительного искусства; в 2005 году заняла 2-е место в Москве в конкурсе «Лучшая школа».
- средняя школа № 1381 (Янтарный пр., 2) — с углублённым изучением английского языка; открыта в 1995 году; сотрудничает с немецкой гимназией имени Зойме в рамках программы «Европа — единый дом».
- центр образования № 1444 (Анадырский пр., 53) — городская экспериментальная площадка, образованная на базе школы № 313; работает в режиме школы полного дня.
- кадетская школа № 1778 (ул. Коминтерна, 52) — открыта в 1970 году как Школа № 288; на базе школы — музей боевой славы 73-й Новозыбковской дивизии. В 2007 году школа реорганизована в кадетский корпус[43].
- средняя школа № 1955 (ул. Тайнинская, 15 к.3) — начала работу в 1999 году; ведётся углублённое изучение иностранных языков (немецкого и английского); осуществляется сотрудничество с гимназией города Камен (ФРГ); функционирует театр на английском языке.

14 дошкольных учреждений (2007), в том числе музыкальная (имени Г. Свиридова) и художественная школы.
Действует три библиотеки (две взрослых и детская). Колледж градостроительства, строительный колледж № 12, медучилище № 22.

## Парки и скверы
На территории района расположено несколько зон отдыха — Бабушкинский парк культуры и отдыха, парк «Торфянка», Джамгаровский парк, скверы Оборонный и Таёжный.

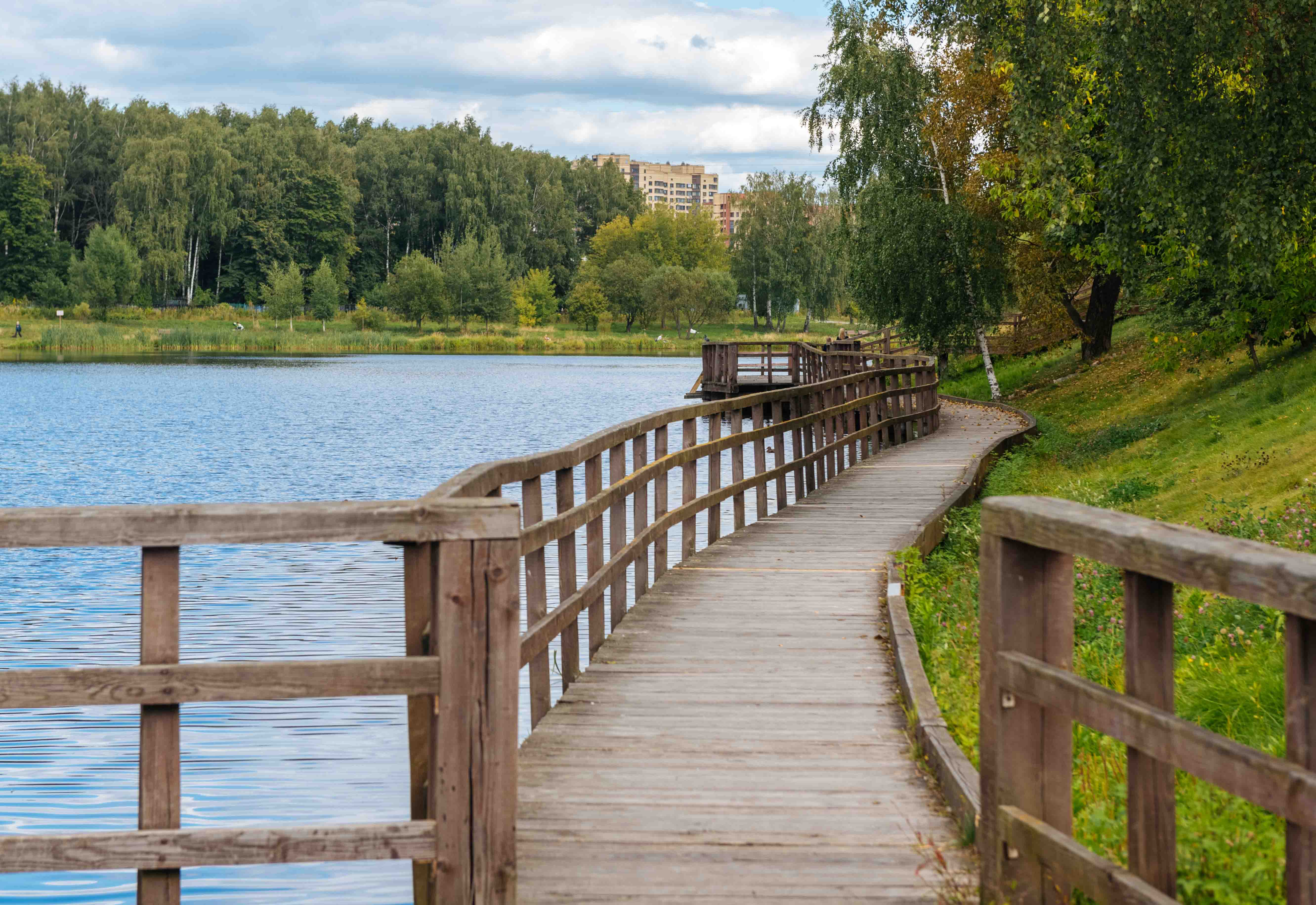
Джамгаровский пруд

#### Джамгаровский парк
Парк получил свое название по фамилии братьев-банкиров Джамгаровых, которые в 1898 году основали здесь дачный поселок. Парк располагается по адресу: ул. Стартовая, д. 10. Он является крупнейшим в районе — его площадь составляет более 16 га. Территория простирается вдоль южного берега Джамгаровского пруда, вырытого в начале XX века в результате сооружения плотины на реке Ичке. По площади он один из крупнейших в Москве. Его площадь составляет 13,5 га, а глубина — 2,5 метра. В 1984 году берега водоема были укреплены и благоустроены. В районе пруда обитает одна из немногих в Москве колоний чаек, а в его водах водятся караси, щуки и окуни. Вдоль берега Джамгаровского пруда проходит набережная с прогулочными деревянными настилами. Джамгаровский парк был масштабно благоустроен в 2016—2017 годы. Здесь есть несколько спортивных площадок — воркаут-зоны с турниками и тренажерами, столы для игры в настольный теннис, площадка для панна-футбола, теннисный корт, баскетбольная площадка и площадка для пляжного волейбола с песком. Для детей здесь открыто три площадки — одна из них выполнена в стиле игры Angry Birds. В центральной части парка расположена сцена с танцполом и шахматная беседка. На 2020 год в парке запланирована замена деревянного настила на набережной и создание двух площадок для выгула собак. Парк входит в состав ПКиО «Бабушкинский».

#### Парк «Торфянка»

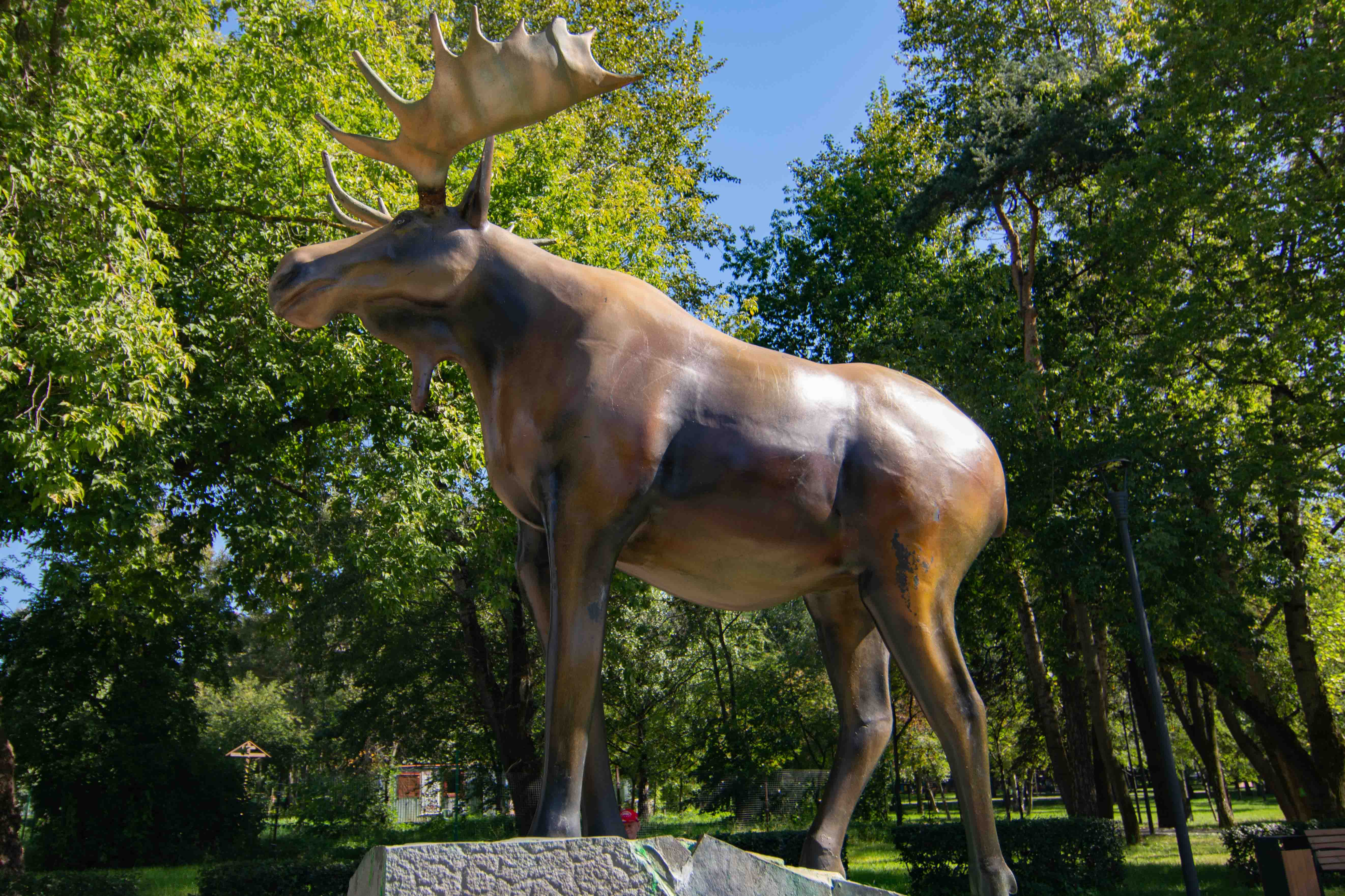
Бронзовый лось в парке «Торфянка»

Парк протянулся вдоль Изумрудной улицы. Он назван по имени находящегося здесь пруда Торфянка, в свою очередь получившего свое имя по распространенным в этой местности торфяным почвам. Парк был комплексно благоустроен в 2019 году по программе «Мой район». На набережной пруда расположен амфитеатр со сценой и перголой, напротив амфитеатра — сцена на воде. На северной стороне пруда находится пирс с шезлонгами и смотровой площадкой. Для детей в парке оборудовано три детские площадки для разных возрастов. Для спортсменов — воркаут-зона с тренажерами и турниками, столы для настольного тенниса и столы для игры в шахматы. Вдоль «Торфянки» проложена тропа для занятия скандинавской ходьбой. В парке разрешено гулять с собаками — для них обустроена отдельная площадка. В октябре 2019 года у входа в зелёную зону на Осташковском проезде установили бронзовую скульптуру лося, символа района Лосиноостровский.

#### Бабушкинский парк

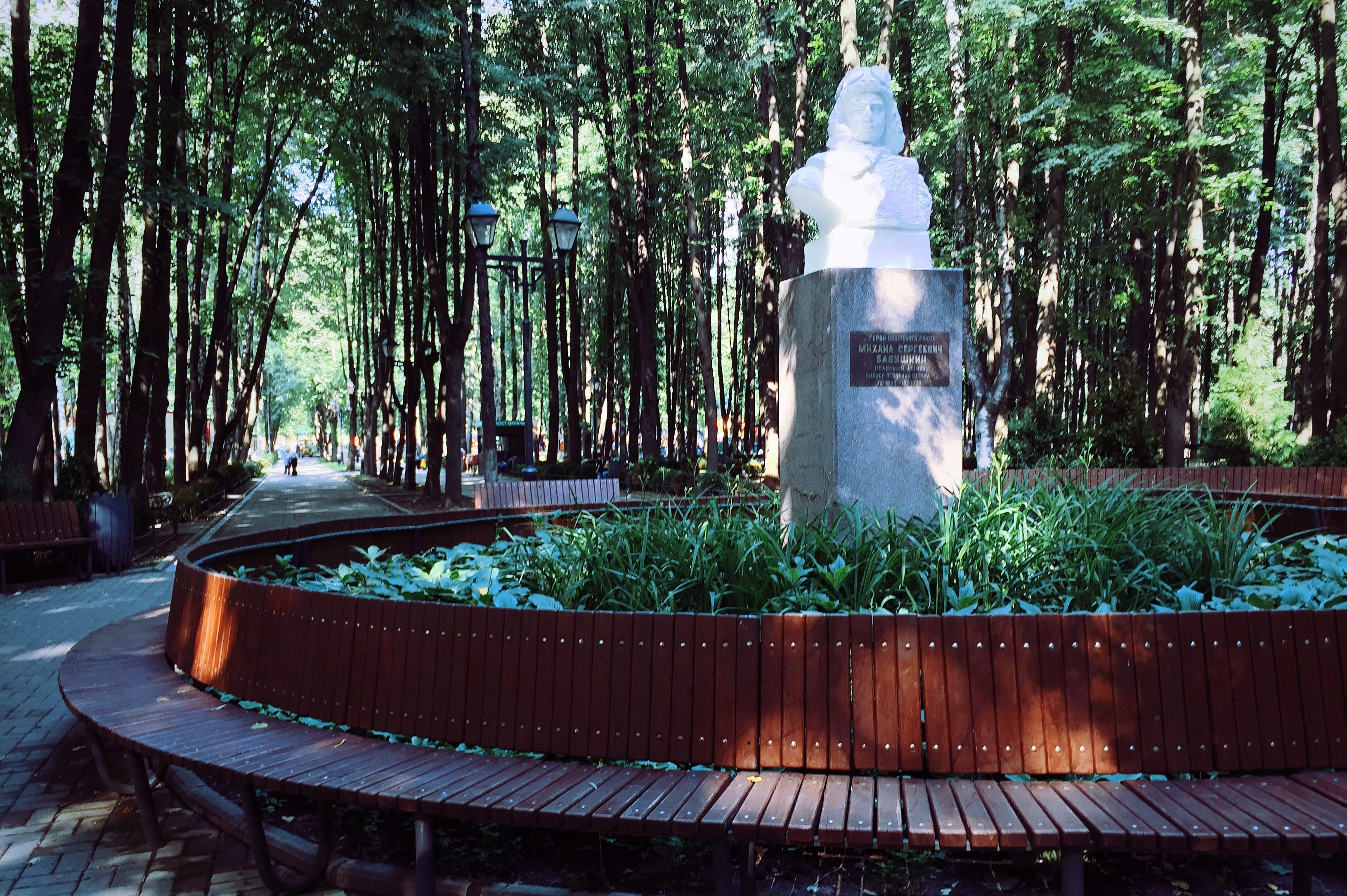
Памятник летчику Бабушкину в Бабушкинском парке

Старейшим парком Лосиноостровского района является Бабушкинский парк культуры и отдыха, расположенный по адресу: ул. Менжинского, д. 6. Его площадь — 6,6 га. Парк был открыт в 1898 году в основанном тогда же поселке Лосиноостровский. В 1955 году здесь была обновлена инфраструктура, и зелёная зона получила статус парка культуры и отдыха. Парк был назван по располагающейся неподалёку улице, носящей имя советского полярного летчика Михаила Сергеевича Бабушкина. До вхождения этих территорий в состав Москвы здесь располагался город Бабушкин. В парке преобладают деревья широколиственных пород, хотя ещё в середине XX века основной древесной породой здесь была сосна. В 2018 году зоне отдыха прошли работы по благоустройству. Сегодня здесь работает «Зеленый театр», где в летнее время показывают кино, детские площадки с современными игровыми комплексами (одна из них — инклюзивная), а также спортивные площадки — воркауты, столы для настольного тенниса, площадки для игры в панна-футбол и хоккейная коробка. Для настольных игр был построен шахматно-шашечный павильон, который также является пунктом буккроссинга.
В парке располагается несколько достопримечательностей: рокарий — сад камней со скульптурами белых медведей, кинетическая скульптура в стиле стим-панк «Паровая машина» с местами для фото, изображающая изобретателя за рулем паровой машины (установлена в 2014 году, автор — Андрей Асерьянц), сухой фонтан со светодинамической подсветкой — первый фонтан такого типа в Москве (установлен в 2013 году), памятники летчику Бабушкину и Александру Сергеевичу Пушкину.

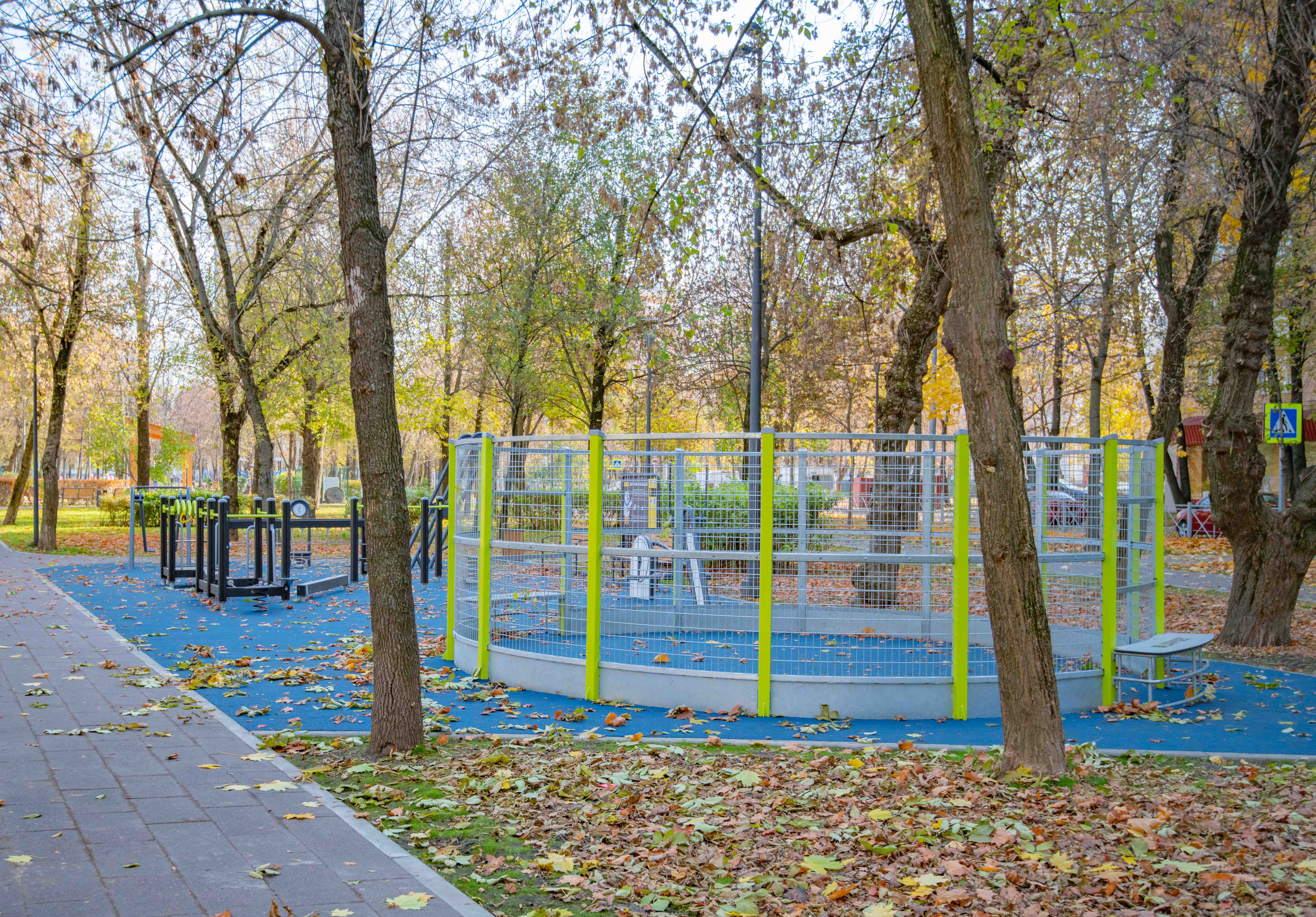
Спортивная площадка в сквере на Оборонной улице

#### Сквер на Оборонной улице
Сквер располагается между Оборонной и Мезенской улицами и занимает площадь чуть больше 2 га. В 2015 году в сквере заложили Аллею славы — здесь находится мемориал памяти воинов, уходивших на фронт из города Бабушкина, который располагался на территории современного Лосиноостровского района, а также памятный знак ветеранам-афганцам. В 2021 году сквер благоустроили по программе «Мой район» — перенесли аллею памяти вглубь сквера и обновили площадки. Здесь располагаются сцена с танцполом, две детские площадки с канатными комплексами, площадка для панна-футбола, воркауты и тренажеры.

#### Таёжный сквер
Сквер располагается вдоль Таёжной улицы. На этой территории сохранилось множество сосновых деревьев, откуда улица и сквер и получили свое название. Некоторым из произрастающих здесь сосен около 150 лет. Самому старому дереву — 200 лет, его можно идентифицировать по размещенной рядом с ним информационной табличке. В сквере проложены прогулочные дорожки, обустроены воркаут-площадки и пространства для детей. В южной части сквера по адресу Таёжная ул., д. 2 располагается Церковь евангельских христиан-баптистов на Лосинке.

#### Общественные конфликты в парках и на прилегающих территориях
Летом 2015 года в парке Торфянка развернулось противостояние, вызванное начавшимися 18 июня 2015 года работами по строительству храма. Это противостояние, на первых порах «заурядный конфликт районного масштаба», выбилось в первые ряды новостей, вышло на общемосковский уровень и привлекло личное внимание Патриарха Кирилла.
По состоянию на сентябрь 2017 года противостояние в парке продолжалось в «тлеющем» виде, перейдя в состояние «холодной войны». Представленный на обсуждение в системе «Активный гражданин» проект реконструкции парка породил в апреле 2018 года новую волну критики, предметом которой стало присутствие в проекте поклонного креста.
Конфликты вокруг строительства храмов в Лосиноостровском районе наблюдались и на других объектах.
Например, группа противников нового храмового строительства 19 апреля 2014 года, в Великую Субботу, пыталась сорвать освящение куличей на Стартовой улице — у стройплощадки храма в честь Иверской иконы Божьей Матери.
Пришельцы потребовали немедленно прекратить освящение куличей, поскольку эти действия, по их мнению, представляли собой несанкционированный митинг, а вскоре по их вызову на месте происшествия появились представители органов внутренних дел, а также чиновники из управы и префектуры. Инициаторы скандала к этому моменту незаметно покинули конфликтную территорию.
В предыдущий день, по словам Т. Ананьевой, противниками строительства возле стройплощадки была установлена агитационная палатка с плакатами «Не отдадим наш парк!», «Защитим природу!» и т. п.: будущий храм примыкает к Джамгаровскому парку, однако находится вне его территории.

## Религия
Русская православная церковь
На улице Малыгина близ санатория «Светлана» расположен деревянный храм-часовня преподобного Сергия Радонежского, приписанный к храму святых мучеников Адриана и Наталии. В районе также строится два храма — Собора новомучеников и исповедников Российских в Бабушкине на Стартовой улице (временная церковь Иверской иконы Божией Матери освящена в августе 2014 года) и Казанской иконы Божией Матери в Лосиноостровской на Анадырском проезде (временная церковь святителя Макария Московского освящена в апреле 2016 года).
Иное
На улице Таёжной находится церковь Евангельских христиан-баптистов «На Лосинке».

## Транспорт
В пределах района станции метро отсутствуют; ближайшие станции метро — «Медведково», «Бабушкинская» и «Свиблово». Имеется железнодорожное сообщение — по Ярославскому направлению МЖД (станция Лосиноостровская и платформа Лось).
В районе имеется 42 автостоянки и 7 гаражно-стояночных кооперативов, в основном расположенных по Анадырскому проезду и Стартовой улице; построены 4 многоярусных автостоянки.
Наземный городской транспорт в районе представлен автобусным. По территории района проходит 20 автобусных маршрутов.
Таблица: автобусные маршруты (данные на 2025 год)
| № маршрута | Следует к станции метро                  | Конечный пункт 1         | Конечный пункт 2             |
| ---------- | ---------------------------------------- | ------------------------ | ---------------------------- |
| 50         | Медведково                               | Пл. Лось                 | Медведково Арена             |
| М44к       | Медведково                               | Пл. Лось                 | 6-й микрорайон Бибирева      |
| 93         | ВДНХ                                     | Медведково Арена         | ВДНХ (Главный Вход)          |
| 124        | Бабушкинская, Отрадное                   | Ст. Лосиноостровская     | Микрорайон 4 «Д» Отрадного   |
| 176        | Свиблово                                 | Платформа Лось           | Пр. Русанова                 |
| 181, 696   | Бабушкинская                             | Платформа Лось           | Осташковская улица           |
| 183        | Свиблово                                 | Пл. Лось                 | Институт пути                |
| 518        | Свиблово                                 | Пл. Лось                 | Ст. метро «Ботанический сад» |
| 238к       | Бабушкинская, Отрадное                   | Ст. Лосиноостровская     | Микрорайон 4Д Отрадного      |
| 238        | Окружная, Отрадное                       | Ст. Лосиноостровская     | Окружная                     |
| 346        | Бабушкинская                             | Раево                    | Пл. Лось                     |
| 349        | Бабушкинская                             | Осташковская улица       | Чукотский проезд             |
| 393        | Бабушкинская                             | Осташковская улица       | Ясный проезд                 |
| 601        | Медведково, Алтуфьево                    | Ст. Лосиноостровская     | Абрамцевская улица           |
| 605        | Бабушкинская, Отрадное                   | Пл. Лось                 | Юрловский проезд             |
| М44        | Медведково, Алтуфьево                    | Пл. Лось                 | Лобненская улица             |
| 928        | Бабушкинская, Алтуфьево                  | Ст. Лосиноостровская     | Грачёвская                   |
| С15        | Бабушкинская, Медведково                 | Пл. Лось                 | Малыгинский проезд           |
| м54        | Верхние Лихоборы, Бабушкинская, Отрадное | Станция Лосиноостровская | Верхние Лихоборы             |